# انقلاب شتوي
الانقلاب الشتوي المعروف أيضا بعيد منتصف الشتاء هو ظاهرة فلكية تميز يومها بأقصر مدة للنهار وأطول مدة للليل خلال السنة. وتحدث هذه الظاهرة على كل كوكب حيث يميل أحد قطبيه نحو النجم، فيكون القطب الآخر بعيدا عنه مما يجعله في فترة الانقلاب الشتوي.
في نصف الأرض الشمالي تسمى هذه الظاهرة انقلاب ديسمبر، وفي نصف الكرة الجنوبي يطلق عليها اسم انقلاب يونيو.
الميل المحوري للأرض وكذلك تأثير المدوار على دورانها اليومي يعني أن النقطتين المتقابلتين في السماء حيث نقط الحركة الدورانية للأرض (المبادرة المحورية) تتغير ببطئ شديد (دائرة كاملة حوالي كل 26,000 سنة). بينما تتبع الأرض مدارها حول الشمس، يشهد القطب النصف-أرضي البعيد عن الشمس فصل الشتاء، بينما بعد نصف سنة يواجه الشمس ليحل فيه فصل الصيف. وهذا لأن نصفي الأرض يقابلان اتجاهين متعاكسان على محور الأرض، لذلك عندما يشهد نصف ما الشتاء، يواجه النصف الآخر فصل الصيف.
بعيدا أكثر عن العروض العليا، يقع انقلاب شتوي في نصف الأرض في اليوم ذو أقصر فترة من النهار، وأطول ليلة في السنة، وعندما تكون الشمس خلال النهار في أدنى ارتفاع لها. بما أن الانقلاب الشتوي نفسه يبقى وقتا وجيزا جدا، فإن المصطلح تم تعميمه على اليوم حيث يقع هذا الحدث الذي له عدة أسماء ك«منتصف الشتاء»، «أقصى الشتاء» أو «النهار الأقصر». في بعض الثقافات يرى هذا الحدث على أنه منتصف فصل الشتاء، بينما تراه ثقافات أخرى على أنه بداية لذلك الفصل. في علم المناخ يمتد الشتاء في نصف الأرض الشمالي على مدة طويلة من ديسمبر إلى فبراير. يرمز انقلاب الشتاء موسميا إلى التناقص التدريجي لساعات النهار خلال اليوم وازدياد مدة الليل. يختلف تاريخي أبكر غروب الشمس وأكثر توقيت شروق الشمس تأخرا بسبب خط العرض، وتغير اليوم الشمسي على مدار السنة بسبب تأثير مدار الأرض البيضوي.
ويتداخل هذا الحدث عالميا في الثقافات بشكل مختلف من شعب إلى آخر، من ثقافة أخرى بما يميزه من مظاهر الأعياد والمهرجانات، الشعائر الدينية أو احتفالات أخرى ذات اليوم.

## الرمزية التاريخية والثقافية

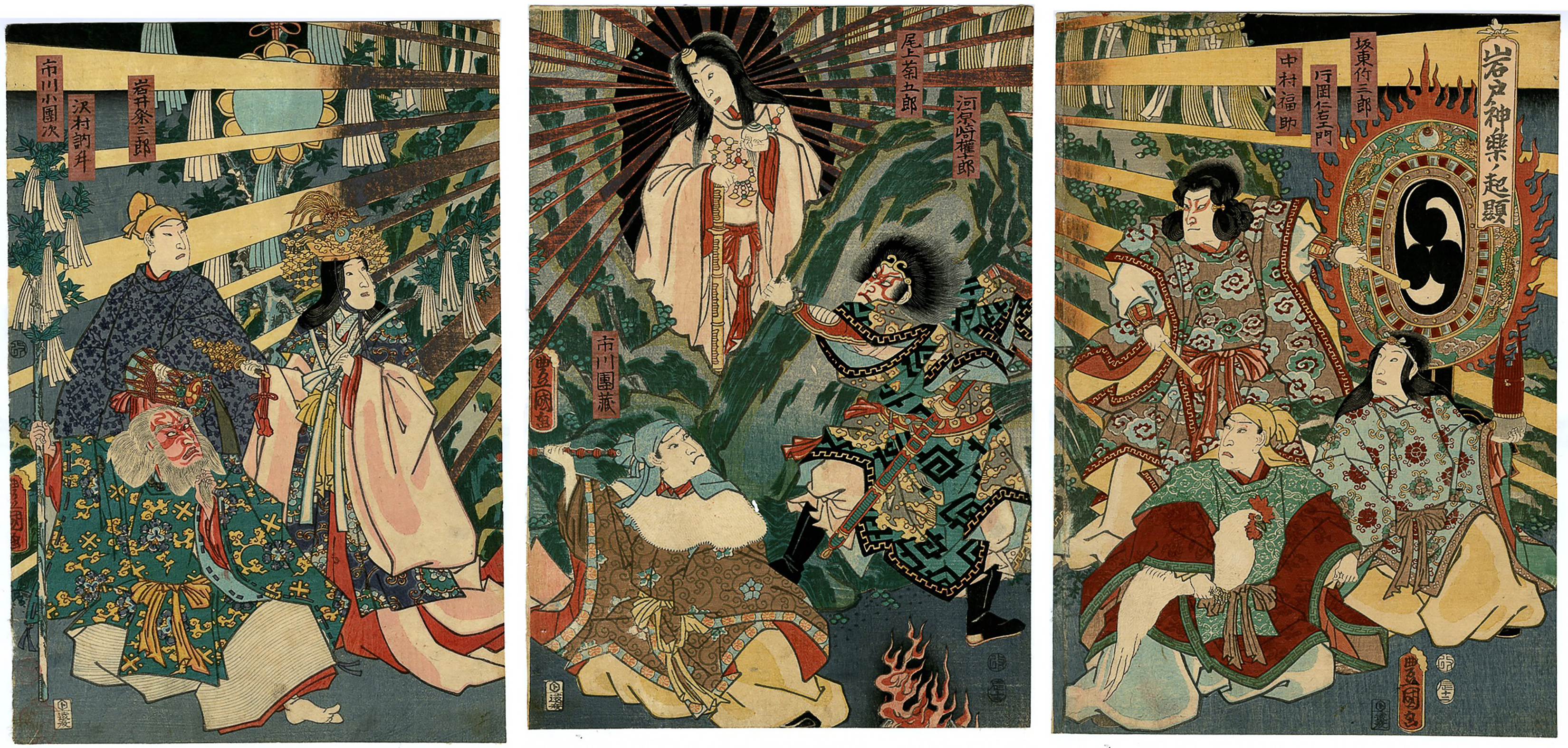
إله الشمس الياباني «أماتيراسو» خارجا من كهف

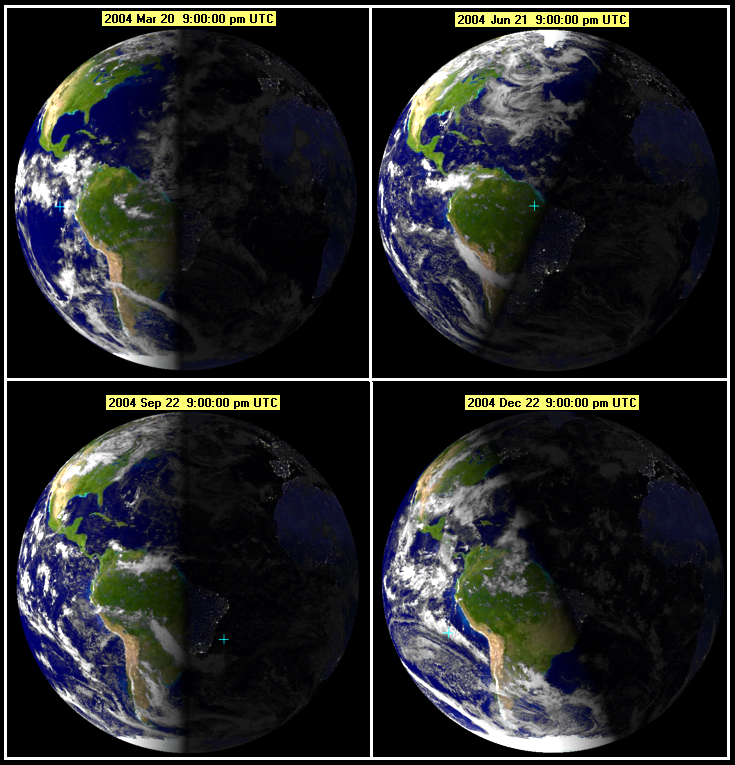
يقع الانقلاب الشتوي في ديسمبر على نصف الكرة الشمالي، وفي يونيو على نصفها الجنوبي

يعتبر الانقلاب موعدا ممتازا في الدورة السنوية لبعض الثقافات حتى أيام العصر الحجري الحديث. فقد كانت الأحداث الفلكية دليلا تعرف به بعض النشاطات كالتزاوج عند الحيوانات أو تخزين مؤونات الطعام ترقبا للشتاء، وقد استنبطت العديد من التقاليد والأساطير من ذلك، وهو ما اكتشف من بقايا مواقع أثرية تعود إلى العصر الحجري الحديث المتأخر والعصر البرونزي مثل ستونهنج في انجلترا ونيوغرانغ بإيرلندا.
إن القاسم المشترك بين هذين المأثرين هو مواجهتهما للنقطة شروق شمس الانقلاب الشتوي (نيوغرانغ) وغروبها (ستونهنج). ومن المثير للانتباه أن ستونهنج الأعظم (تريليثون) كان موجها خارجا من وسط المعلمة الأثرية، وكان موجها نحو شمس منتصف الشتاء. كان الانقلاب الشتوي مهما للغاية عند السكان لأنهم كانوا مستقلين اقتصاديا عن التحكم بتقدم الفصول. كان الموت جوعا شائعا في الشهور الأولى للشتاء من يناير إلى أبريل (النصف الشمالي) أو من يوليو إلى أغسطس (النصف الجنوبي)، كما كانت تعرف «بشهور المجاعة». في المناطق المعتدلة، كان احتفال منتصف الشتاء هو الاحتفال الأخيرقبل بداية الشتاء العميق. معظم الأنعام كانت تذبح حتى لا تُطعم خلال الشتاء، فكان يتوفر كمية من اللحم الطازج. ينتهي اختمار النبيذ والبيرة وتصبح جاهزة للاستهلاك خلال هذه الفترة. لم يكن التركيز على الشعائر في اليوم الذي يبدأ في منتصف الليل أو الفجر، لكن في بداية اليوم الوثني، والذي يصادف في عديد من الثقافات مساء اليوم ما قبل المنشود.
ولأن الحدث كان يرى على أنه مقابل حضور الشمس في السماء، كانت مفاهيم ولادة أو إعادة ولادة آلهة الشمس شائعة، أما في الثقافات ذات تقاويم مرحلية مبنية على الانقلاب الشتوي، يحتفل "بإعادة ولادة السنة" كرمز لموت وولادة الآلهة، أو "البدايات الجديدة" مثل هوغماناي، وهو تقليد تنظيف بمناسبة حلول رأس السنة، وكذلك قد يمثل الاحتفال ب"عيد ساتورن. عدة تقاليد مسيحية مثل شجرة عيد الميلاد أو إكليل عيد الميلاد أو عادات أخرى تم استنباطها من تقاليد يول مع القليل من التحريف الذي لا تزال شعوب إسكندنافيا تسميه جول الذي سجل أول استعمال لهذا اللفظ في 900. يحتفل الايرانيون بليلة انقلاب شتاء النصف الشمالي، بعيد شب يلدا، الذي يعرف بكونه "الليلة الأطول والأكثر ظلمة من السنة". في هذه الليلة تجتمع العائلة عادة في بيت الجد الأكبر للاحتفال بهذه المناسبة بالأكل والشرب وقراءة الأأشعار. يقدم في هذه المناسبة غالبا البطيخ والرمان والمكسرات.
سول إنفكتوس («الشمس الغير محتلة») كان في الأصل إلها سوريا اعتمد لاحقا إلها رئيسيا للإمبراطورية الرومانية تحت حكم الإمبراطور أوريليان. يحتفل بعيده تقليديا يوم 25 ديسمبر، مثل عدة آلهة يرتبط الاحتفال بها في الانقلاب الشتوي في عدة تقاليد لديانات وثنية.

## الترقب
| يوم وزمان (UT) اعتدالان وانقلابان على الأرض | يوم وزمان (UT) اعتدالان وانقلابان على الأرض | يوم وزمان (UT) اعتدالان وانقلابان على الأرض | يوم وزمان (UT) اعتدالان وانقلابان على الأرض | يوم وزمان (UT) اعتدالان وانقلابان على الأرض | يوم وزمان (UT) اعتدالان وانقلابان على الأرض | يوم وزمان (UT) اعتدالان وانقلابان على الأرض | يوم وزمان (UT) اعتدالان وانقلابان على الأرض | يوم وزمان (UT) اعتدالان وانقلابان على الأرض |
| زمان                                        | الاعتدال الربيعي                            | الاعتدال الربيعي                            | الانقلاب الصيفي                             | الانقلاب الصيفي                             | الاعتدال الخريفي                            | الاعتدال الخريفي                            | الانقلاب الشتوي                             | الانقلاب الشتوي                             |
| شهر                                         | مارس                                        | مارس                                        | يونيو                                       | يونيو                                       | سبتمبر                                      | سبتمبر                                      | ديسمبر                                      | ديسمبر                                      |
| سنة                                         |                                             |                                             |                                             |                                             |                                             |                                             |                                             |                                             |
| سنة                                         | يوم                                         | ساعة                                        | يوم                                         | ساعة                                        | يوم                                         | ساعة                                        | يوم                                         | ساعة                                        |
| ------------------------------------------- | ------------------------------------------- | ------------------------------------------- | ------------------------------------------- | ------------------------------------------- | ------------------------------------------- | ------------------------------------------- | ------------------------------------------- | ------------------------------------------- |
| 2017                                        | 20                                          | 10:28:38                                    | 21                                          | 04:24:09                                    | 22                                          | 20:02:48                                    | 21                                          | 16:28:57                                    |
| 2018                                        | 20                                          | 16:15:27                                    | 21                                          | 10:07:18                                    | 23                                          | 01:54:05                                    | 21                                          | 22:23:44                                    |
| 2019                                        | 20                                          | 21:58:25                                    | 21                                          | 15:54:14                                    | 23                                          | 07:50:10                                    | 22                                          | 04:19:25                                    |
| 2020                                        | 20                                          | 03:50:36                                    | 20                                          | 21:44:40                                    | 22                                          | 13:31:38                                    | 21                                          | 10:02:19                                    |
| 2021                                        | 20                                          | 09:37:27                                    | 21                                          | 03:32:08                                    | 22                                          | 19:21:03                                    | 21                                          | 15:59:16                                    |
| 2022                                        | 20                                          | 15:33:23                                    | 21                                          | 09:13:49                                    | 23                                          | 01:03:40                                    | 21                                          | 21:48:10                                    |
| 2023                                        | 20                                          | 21:24:24                                    | 21                                          | 14:57:47                                    | 23                                          | 06:49:56                                    | 22                                          | 03:27:19                                    |
| 2024                                        | 20                                          | 03:06:21                                    | 20                                          | 20:50:56                                    | 22                                          | 12:43:36                                    | 21                                          | 09:20:30                                    |
| 2025                                        | 20                                          | 09:01:25                                    | 21                                          | 02:42:11                                    | 22                                          | 18:19:16                                    | 21                                          | 15:03:01                                    |
| 2026                                        | 20                                          | 14:45:53                                    | 21                                          | 08:24:26                                    | 23                                          | 00:05:08                                    | 21                                          | 20:50:09                                    |
| 2027                                        | 20                                          | 20:24:36                                    | 21                                          | 14:10:45                                    | 23                                          | 06:01:38                                    | 22                                          | 02:42:04                                    |
|                                             | مارس                                        | مارس                                        | يونيو                                       | يونيو                                       | سبتمبر                                      | سبتمبر                                      | ديسمبر                                      | ديسمبر                                      |

بيد أنه يمكن حساب موعد حلول الانقلاب، فإن المشاهدة المباشرة له من قبل الهواة مستحيل لأن الشمس تتحرك ببطء شديد أو تظهر واقفة لتعود في «الاتجاه المعاكس» (معنى الانقلاب انحسارا وحصريا). ويمكن لعموم الناس حاليا معرفة موعد الانقلاب بالتحديد باستعمال المعطيات الفلكية. لا يمكن لأحد توقع موعد الانقلاب بالمشاهدة المباشرة (بالتحديد، لا يمكن لأحد أن يلاحظ أن شيئا ما قد توقف عن الحراك حتى يلاحظ شخص آخر لاحقا أن الشئ لم يتحرك كثيرا من الموضع السابق أو تحرك بالاتجاه المعاكس (بالطبع تقع هذه الأحداث في جزء من الثانية)). وللدقة، بالنسبة ليوم واحد، يمكن ملاحظة تغير في السمت أو الارتفاع نسبة أقل من أو تساوي
{\displaystyle {\frac {1}{60}}} من القطر الزاوي للشمس. مشاهدة الانقلاب على مدى يومين قد يلاحظ فيه اختلاف دقيق أقل بنسبة {\displaystyle {\frac {1}{60}}} من القطر الزاوي للشمس.

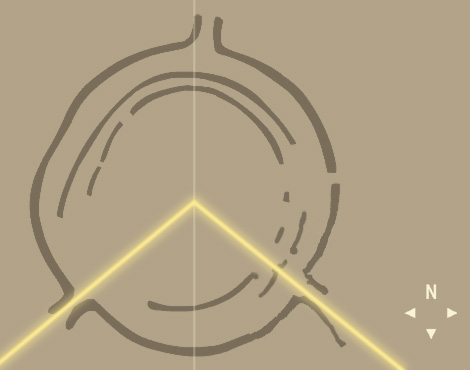
تمثيل الموقع الأثري حجري لدائرة غوسيك. الخطوط الصفراء تعني اتجاه شروق وغروب الشمس في الانقلاب الشتوي
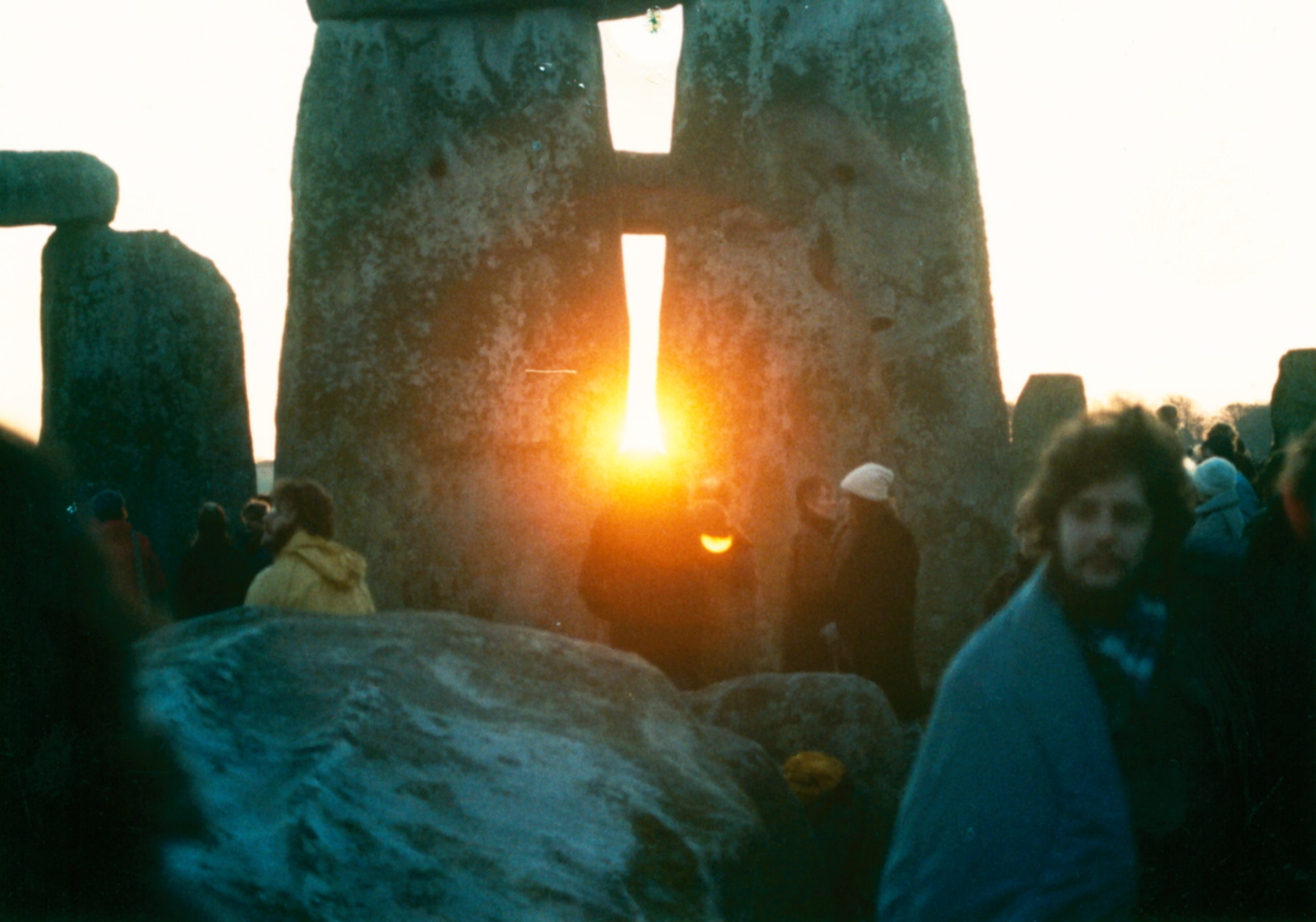
الشروق في ستونهنج في الانقلاب الشتوي.